# La promessa dell'alba
La promessa dell'alba (La promesse de l'aube) è un film del 2017 diretto da Éric Barbier.
Il soggetto è tratto dal romanzo La promessa dell'alba di Romain Gary. Nel 1970 era già stato realizzato un film dallo stesso soggetto, intitolato Promessa all'alba.

## Trama
Mina, giovane donna di origine ebrea, cresce da sola il suo unico figlio, Romain. Con l'arrivo dell'antisemitismo, lascia la Polonia per trasferirsi nel sud della Francia. Madre amorevole ma impositiva, spinge il figlio verso la carriera letteraria, nonostante le difficoltà a scrivere di quest'ultimo. Con il sopraggiungere della Seconda guerra mondiale, Romain entra nell'aviazione francese, continuando contemporaneamente a scrivere per realizzare le ambizioni materne.

## Riprese
Le riprese iniziano il 30 marzo 2016 e si svolgono per quattordici settimane in Ungheria, in Italia presso il centro storico di Montescaglioso e presso la città di Bordighera, in Belgio e in Marocco.
A luglio 2016, l'equipe si trova in Belgio a girare presso la base aerea di Brustem.

## Critica
In Francia il film è stato accolto in modo positivo. Il sito AlloCiné gli attribuisce una nota di 3,3/5 data dalla stampa e di 4,2/5 dagli spettatori.

## Riconoscimenti
- 2017 - Festival del film di Sarlat 
  - Prix des Lycéens come miglior film per Éric Barbier
  - Prix d'interprétation masculine a Pierre Niney
- 2018 - Premio Lumière
  - Candidatura per la miglior attrice a Charlotte Gainsbourg[4]
- 2018 - Premio César
  - Candidatura per la migliore attrice a Charlotte Gainsbourg
  - Candidatura per il miglior adattamento a Éric Barbier
  - Candidatura per la migliore scenografia a Pierre Renson
  - Candidatura per i migliori costumi a Catherine Bouchard